# Орхан Джебе
Орхан Джебе (тур. Orhan Cebe) — турецький футбольний арбітр. Арбітр ФІФА у 1970-х роках.

## Кар'єра
Працював зокрема на таких турнірах :
- Перший матч фіналу Кубка Туреччини 1974/75
- Другий матч фіналу Кубка Туреччини:1973/74, 1975/76
- Перший матч фіналу Балканського кубка: 1976
- Кубок європейських чемпіонів УЄФА: 1976/77, 1977/78
- Кубок володарів кубків УЄФА: 1974/75, 1976/77, 1977/78
- Молодіжний чемпіонат світу 1977 (1 матч)